# Prada
A Prada, S.p.A. olasz divatház, amely elsősorban luxus színvonalú ruhákat, bőrből készült kiegészítőket, cipőket és táskákat tervez, gyárt és forgalmaz. Az egyik legbefolyásosabb divatmárka, melynek drága, jó minőségű termékei sokak számára státusszimbólumot jelentenek.

## Története

### Kezdetek
A Fratelli Prada (magyarul: Prada testvérek ) nevű bőráru üzletet Mario Prada alapította 1913-ban Milánóban, Olaszországban. Saját készítésű bőrműves termékein kívül Angliából importált utazóládákat és kézitáskákat is forgalmazott. Mario Prada nem hitt abban, hogy a nők jelenléte jót tesz az üzletnek, a család nőtagjait a bolt közelébe sem engedte. Ironikus módon halálát követően az ötvenes évektől kezdve évtizedekig mégis nők irányították a divatházat, mivel Mario fiát, Albertót nem érdekelte az üzlet, és annak vezetését feleségére bízta, akitől lányuk, Miuccia Prada vette át a stafétabotot.
Miuccia Prada 1977-ben találkozott későbbi férjével, Patrizio Bertellivel, aki 17 éves kora óta vezette saját bőráruüzletét, és aki a találkozást követően csatlakozott a Pradához. Tanácsai nagyban hozzásegítették Miucciát, hogy a divat élvonalába juttassa a céget. Bertelli javaslata volt, hogy ne importáljanak több angol terméket, és hogy modernizálják a cég saját készítésű, ódivatú táskáit és bőröndjeit. A taktika bevált, és mire egy évvel később Miuccia Prada átvette az üzletvezetést, a korábban anyagi gondokkal küszködő cég éves bevétele körülbelül 400 000 amerikai dollárnak megfelelő összeg volt.

### Az 1980-as évek
A megújult Prada első sikerterméke egy vízhatlan hátizsák volt, amit Miuccia Prada 1979-ben tervezett abból az erős, fekete nejlonból, amivel nagyapja az utazóládákat borította. A siker nem volt azonnali, mivel a táskák drágák voltak, a Prada márkanevet pedig egyáltalán nem reklámozták.
1983-ban A Prada megnyitotta második üzletét Milánóban, két évvel később pedig piacra dobott egy egyszerű, modern, fekete nejlon táskát, ami azonnal slágertermék lett. Ugyanebben az évben a divatház Firenzében is megjelent, valamint külföldön is terjeszkedni kezdett, üzletekkel Párizsban, Madridban és New Yorkban.
1989-ben debütált a divatház első készruha-kollekciója, amelynek luxusminőségű anyagokból készült, egyszerű vonalú, alapszínekből tervezett darabjaival a Prada betört a divat élmezőnyébe.

### Az 1990-es évek
Az 1990-es években a Prada lett az egyik legnagyobb név a divat világában. Jellegzetes darabjai a luxusminőségű anyagokból készült, elegáns, egyszerű szabású, elsősorban fekete, barna, szürke, zöld és krémszínű ruhák. Más luxusmárkákkal, például a Louis Vuittonnal ellentétben a cég háromszögletű ezüst-fekete logója nem vált design-elemmé, a ruhák és kiegészítők „anti-sznob” megjelenése tette őket népszerűvé. A ház célközönsége a magas beosztású, jól kereső dolgozó nő lett, maga Miuccia pedig hajlamos ruháit egyenruhaként emlegetni.

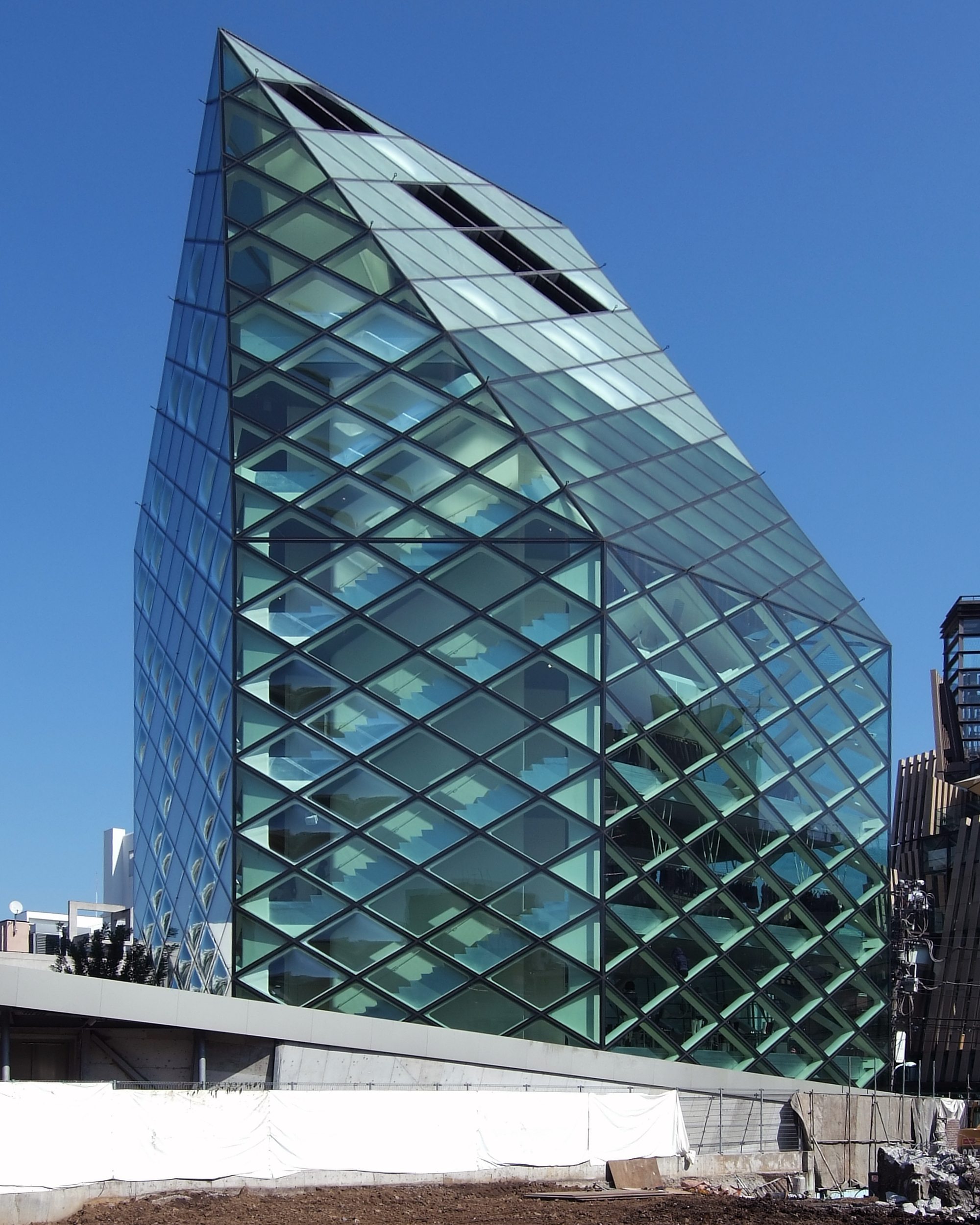
A Prada egyik üzlete Tokióban, Japánban

1992-ben az addigra több mint 30 millió dolláros éves bevételt hozó divatház piacra dobta a Miu Miu ruhamárkát. A fiatalos, szintetikus anyagokat használó vonal Miuccia becenevéről kapta a nevét. Az új vonalról a Time magazin egyik riportjában azt mondta: „A rossz lányokról szól, akikkel iskolába jártam, és akiket irigyeltem. A rossz ízlésről szól, ami ma az élet része. Egy vicc – jó tervezés nem megfelelő anyagból.” A kilencvenes évek közepére megjelent a divatház első férfiaknak szánt készruha-kollekciója is, és Prada Sport néven 1997-ben sportruhák is bekerültek a ház termékei közé.
Az évtized végére 40 Prada-butik üzemelt világszerte, ezek közül 20 Japánban. A termékek nyolc gyárban készültek és 84 további olasz cég dolgozott be nekik. A Prada és Bertelli cégek 1996-ban Prapar B.V. néven fuzionáltak. A céget hamarosan átnevezték Prada B.V.-re, melyben Patrizio Bertelli lett a vezérigazgató.
1997-ben a cég bevétele 674 millió dollár volt, újabb butikot nyitott Milánóban és Gucci részvényeket szerzett. A 9,5%-os részesedést végül a Moët Hennessy-Louis Vuitton (LVMH) cég igazgatójának adta el, aki ezzel próbálta bekebelezni (sikertelenül) a Gucci-házat.
Bertelli ambíciója továbbra is az maradt, hogy a LVMH-hoz vagy a Gucci csoporthoz hasonló portfoliót építsen ki. Ennek érdekében 1999 márciusában megvette a New York-i Helmut Lang divatház részvényeinek 51%-át, néhány hónappal később pedig bekebelezte a német Jil Sander A.G. céget. A következő szerzemény az angol Church & Company cipőgyártó cég 83%-a volt, a De Rigo csoporttal közös vállalkozás keretében pedig a Prada elkezdett napszemüvegeket is gyártani. 1999 októberében összefogott az LVMH csoporttal, hogy a Gucci elől megvásárolják az olasz Fendi ház részvényeinek 51%-át. A ráeső 25,5%-os részesedéssel a Prada a nyakába vette a Fendi adósságainak egy részét is.

### Prada a XXI. században
A divatház 2000-ben felfüggesztette a divatházak felvásárlását. 2000 októberében bőrápoló termékeket dobott piacra Amerikában, 2007 májusában pedig az LG Electronics céggel közösen megalkották az LG Prada KE850 mobiltelefont, amit 800 dollárért lehetett beszerezni. 2009-ben Európában megjelent a második generáció, a KF900-as LG Prada telefon is.
Hogy csökkentse a fehalmozódott 850 millió dolláros adósságállományát, a Prada úgy tervezte, hogy 2001 júliusában megjelenik a milánói tőzsdén részvényeinek 30%-ával. Ezt a folyamatot lassította viszont, hogy Amerikában és Japánban folyamatosan csökkent a kereslet a luxuscikkek iránt. Bankárai nyomására Bertelli eladta a Fendi-részvények ráeső részét a LVMH csoportnak. 2006-ra a Prada eladta a Helmut Lang, az Amy Fairclough és a Jil Sander márkákat, később pedig a Church & Company 45%-át is.

## A Prada ház működése ma
A Prada jellemzően híres építészekkel, például Rem Koolhaasszal és a Herzog & de Meuron céggel tervezteti zászlóshajónak számító üzleteit, melyek megtalálhatók Európában, Amerikában, Ázsiában és a Közel-Keleten.
Több más divatházhoz hasonlóan a Prada is exkluzív szerződést köt modelljeivel. Ezek a szerződések igencsak áhítottak modellkörökben, mert gyakran további sikerekhez vezetnek. Daria Werbowy, Gemma Ward, Suvi Koponen, Sasha Pivovarova, sőt a magyar Axente Vanessa mind olyan modellek, akik a Pradának köszönhetik későbbi sikereiket.

## Utalások a Pradára
- A 2003-ban megjelent Az ördög Pradát visel című regény a kitalált Runway magazin (a Vogue magazin megfelelője) könyörtelen főszerkesztőjéről szól. A könyvből 2006-ban készült  Az ördög Pradát visel  című film Meryl Streep és Anne Hathaway főszereplésével.
- Egy amerikai metalcore együttes szintén Az ördög Pradát visel néven fut.
- 2005-ben a nyugat-texasi Valentine és Marfa városai közelében két skandináv művész, Michael Elmgreen és Ingar Dragset egy Prada-butikot ábrázoló szobrot állított fel.

## Prada parfümök
Mint sok más divatház, a Prada is jelen van a parfümpiacon.
- Prada Amber összetevők: jázmin, pacsuli, bergamott, szantálfa, pézsma, zöld jegyek, vanília, rózsa, borostyán, tölgymoha, gyümölcsös jegyek, szegfű, méz, tárkony, benzoin, ilang-ilang

- Prada Candy összetevők: pézsma, benzoin, karamella

- Prada Candy Florale összetevők: pézsma, karamell, babarózsa, méz, benzoin, citromlikőr

- Prada Candy Kiss összetevők: pézsma, vanília, narancsvirág

- Prada Candy Gloss összetevők: pézsma, vanília, narancsvirág, mandula, meggy

- Prada Candy L'Eau

- https://parfumeden.hu/Prada

## Fordítás
- Ez a szócikk részben vagy egészben  a   Prada című angol Wikipédia-szócikk fordításán alapul.  Az eredeti cikk szerkesztőit annak laptörténete sorolja fel. Ez a jelzés csupán a megfogalmazás eredetét és a szerzői jogokat jelzi, nem szolgál a cikkben szereplő információk forrásmegjelöléseként.